# 昔于老
昔于老（せき うろう、? - 253年?）は、新羅の軍人・高級官僚。第10代の王奈解尼師今の長子であり、弟に昔利音がいる。あるいは角干（1等官の伊伐飡の別名）の昔水老の子ともいう。230年に奈解尼師今が死去したときに于老は太子の位にあったが王位を継がず、奈解尼師今にとっては従兄にあたる助賁尼師今が王位を継承した。後に助賁尼師今の王系が途絶えたときに、于老の子が16代王の訖解尼師今となった。数々の軍功とともに悲劇的な最期を迎えたことが、『三国史記』巻45に列伝を建てられて記されている。『日本書紀』神功皇后紀の分注に記される新羅王、宇流助富利智干（うるそほりちか）と同一人物か。

## 生涯
奈解尼師今の14年（209年）に、浦上八国（慶尚南道南西域の伽耶諸国）に攻め込まれた加羅（金官伽耶を指すと考えられる）が新羅に対して救援を求めてきた。このとき太子の位にあった昔于老が、弟である伊伐飡の昔利音とともに加羅の救援に駆けつけ、浦上八国の将軍を討って捕虜6千を得た。
助賁尼師今の2年（231年）7月に伊飡（2等官）の位で大将軍となり、甘文国（慶尚北道金泉市）の討伐を行う。233年5月及び7月には新羅は倭人の侵攻を受けたが、7月の侵攻の際には于老は沙道（慶尚北道浦項市）で迎え撃ち、兵船を焼き払って倭人を壊滅させる功があった。これらの功績があって、244年1月には舒弗邯（1等官の伊伐飡の別名）に引き上げられ、軍事の統括を委任された。翌245年10月には高句麗の侵攻を受けて出撃したが、勝つことができず馬頭柵（京畿道抱川市）まで退却した。このとき寒さが厳しかったために、兵卒を労わるために自ら薪を燃やして暖をとらせ、人々からは慕われた。沾解尼師今（在位:247年 - 261年）の時代に新羅の支配下にあった沙梁伐国（慶尚北道尚州市）が反乱を起こして百済に帰順したときにも、于老が出撃して沙梁伐国を討滅したという。
のちに倭国の使者葛那古を接待したときに、戯れに「汝の王を塩奴（潮汲み人夫）にして、王妃を炊事婦にしよう」と言ってしまったために、倭王は大いに怒り、将軍の于道朱君（武内宿禰？）を派遣して新羅に攻めてきた。于老は倭軍の陣に赴いて失言をわびたが、倭人は許さず、于老は捕らえられて焼き殺されてしまった。于老の死後、味鄒尼師今の時代になって倭国の大臣が新羅を訪れたとき、于老の妻が味鄒尼師今に願い出て、私的に倭国の大臣を饗応した。大臣が泥酔したところを壮士に命じて庭に引きずりおろして焼き殺し、怨みを晴らした。このことが原因で倭人は新羅の首都金城（慶州市）を攻撃してきたが、勝てずに引き揚げたという。
『三国史記』の編者の金富軾は昔于老を評して「戦えば必ず勝ち、敗れることが無かった策謀の士」としながらも、「ただ一言の過ち（失言）で自らの命を失い新羅と倭国との開戦を招いたことで、功績が記されなくなった」としている。

## 説話の解釈
3世紀の昔于老の功績として記されているが、三品彰英『日本書紀朝鮮関係記事考證』によれば、新羅が浦上八国を破ったという記事は真興王（在位:540年 - 576年）時代のことであるという。また、新羅と百済との伽耶諸国を巡る交戦は6世紀になってから始まることであり、沙梁伐国が新羅に服属するのは法興王時代に沙伐州の置かれた525年のことと見られている。